# محمودلو (مرزیفون)
محمودلو (به ترکی استانبولی: Mahmutlu) یک منطقهٔ مسکونی در ترکیه است که در مرزیفون واقع شده‌است.